# Chroniques marocaines
Pour plus de détails, voir Fiche technique et Distribution.
Chroniques marocaines est un film marocain réalisé par Moumen Smihi, sorti en 1999.

## Synopsis
Une mère de Tanger se résout à faire circoncire son fils et décide de lui raconter trois histoires pour le consoler.

## Fiche technique
- Titre : Chroniques marocaines
- Réalisation : Moumen Smihi
- Scénario : Moumen Smihi
- Musique : Bachir Mounir
- Photographie : Hélène Delale
- Montage : Sheherazade Saadi
- Production : Jean-Pierre Hoss et Moumen Smihi
- Société de production : Artcam International et Imago Films International
- Pays de production :  Maroc et  France
- Genre : Comédie dramatique
- Durée : 68 minutes
- Date de sortie : 
  - France : 17 novembre 1999

## Distribution
- Aïcha Mahmah
- Tarik Jamil
- Miloud Habachi
- Soumaya Akaaboune
- Ahmed S. Soussi
- Mohamed Timoud

## Accueil
Jacques Mandelbaum pour Le Monde estime que le film se place « sous le signe mythique des origines, de l'enfance (...), de l'homme (...) et du cinéma (...) ». Louis Guichard pour Télérama estime que seul le premier conte est réussi.